# 本托
本托·馬修斯·克雷普斯基（Bento Matheus Krepski，1999年6月10日—），簡稱本托，巴西足球運動員，司職守門員，效力於艾納斯，巴西國家隊成員之一。

## 職業生涯

### 巴拉納競技
生於巴拉那州库里蒂巴的本托，在其14歲時就加入巴拉納競技青年隊。他一開始是排在第五順位（他排在桑托斯、詹德雷、安德森和卡約後面），後於2020年賽季成為第一正選，並於同年七月續約至2023年。
2020年11月25日，由於桑托斯和詹德雷紛紛中標，本托在南美解放者杯主場1-1戰平河床的比賽中首發出場完成其首秀。三天之後，他再次在巴甲成為正選，於客場3-0敗給帕梅拉斯的比賽中首發。
2021年3月30日，本托與俱樂部續約至2024年12月，10月26日合同進一步延長至2025年。2022年賽季，在桑托斯轉會至佛朗明哥後，他真正成為了球隊的第一正選。

### 艾納斯
2024年7月17日，本托與沙烏地聯賽艾納斯簽約至2028年。8月14日，他於2024年沙烏地超級盃半決賽客場2-0擊敗合作的比賽中完成首秀並保持零封。

## 國家隊生涯
2023年8月，本托首次被巴西國家隊臨時教練費爾南多·迪尼茲召入，參加2026年世界盃外圍賽對陣玻利維亞和祕魯。
2024年3月23日，他在1-0戰勝英格蘭的友誼賽中首發出場。

## 生涯統計
最後更新：2025年5月7日
| 俱樂部     | 賽季          | 聯賽     | 聯賽 | 聯賽 | 地區聯賽 | 地區聯賽 | 國家隊 | 國家隊 | 國際賽 | 國際賽 | 其他 | 其他 | 總計 | 總計 |
| 俱樂部     | 賽季          | 聯賽級別 | 出場 | 進球 | 出場     | 進球     | 出場   | 進球   | 出場   | 進球   | 出場 | 進球 | 出場 | 進球 |
| ---------- | ------------- | -------- | ---- | ---- | -------- | -------- | ------ | ------ | ------ | ------ | ---- | ---- | ---- | ---- |
| 巴拉納競技 | 2020年賽季    | 巴甲     | 1    | 0    | 0        | 0        | 0      | 0      | 2      | 0      | 0    | 0    | 3    | 0    |
| 巴拉納競技 | 2021年賽季    | 巴甲     | 9    | 0    | 5        | 0        | 2      | 0      | 4      | 0      | –    | –    | 20   | 0    |
| 巴拉納競技 | 2022年賽季    | 巴甲     | 33   | 0    | 0        | 0        | 6      | 0      | 13     | 0      | 0    | 0    | 52   | 0    |
| 巴拉納競技 | 2023年賽季    | 巴甲     | 33   | 0    | 15       | 0        | 6      | 0      | 8      | 0      | –    | –    | 62   | 0    |
| 巴拉納競技 | 2024年賽季    | 巴甲     | 7    | 0    | 13       | 0        | 2      | 0      | 5      | 0      | –    | –    | 27   | 0    |
| 巴拉納競技 | 總計          | 總計     | 83   | 0    | 33       | 0        | 16     | 0      | 32     | 0      | –    | –    | 164  | 0    |
| 艾納斯     | 2024—25年賽季 | 沙特聯   | 30   | 0    | –        | –        | 2      | 0      | 11     | 0      | 2    | 0    | 45   | 0    |
| 生涯總計   | 生涯總計      | 生涯總計 | 113  | 0    | 33       | 0        | 18     | 0      | 43     | 0      | 2    | 0    | 209  | 0    |

1. ↑  包括巴拉那州錦標賽（英语：Campeonato Paranaense）
2. ↑  包括巴西盃和沙特國王盃
3. 1 2 3  登場於南美自由盃
4. 1 2  登場於南美球會盃
5. ↑  登場於亞冠
6. ↑  登場於沙特超級盃

### 國家隊
最後更新：2025年3月25日
| 國家隊 | 年分   | 出場 | 進球 |
| ------ | ------ | ---- | ---- |
| 巴西   | 2024年 | 2    | 0    |
| 巴西   | 2025年 | 2    | 0    |
| 總計   | 總計   | 4    | 0    |

## 榮譽
巴拉納競技
- 南美球會盃：2021年
- 巴拉那州錦標賽（英语：Campeonato Paranaense）：2020年（英语：2020 Campeonato Paranaense）、20203年（英语：2023 Campeonato Paranaense）、2024年

艾納斯
- 沙特超級盃：2024年（英语：2024 Saudi Super Cup）亞軍

## 外部連結
- Athletico Paranaense profile （页面存档备份，存于） （巴西葡萄牙語）